# Tom Ellis
Thomas John Ellis (Cardiff, 17 de Novembro de 1978) é um ator britânico nascido no País de Gales. É mundialmente conhecido por interpretar Lucifer Morningstar na série Lucifer da emissora Fox e Gary Preston, na série Miranda exibida pela BBC One. Em 15 de junho de 2018 a serie Lúcifer passou a pertencer à Netflix.

## Carreira
Seus papéis notáveis incluem Justyn em Channel 4's No Angels, Thomas Milligan na série de ficção científica Doctor Who. Em julho e agosto de 2009, Ellis estrelou o drama de comédia ITV Monday Monday com Fay Ripley. Ele também foi escalado como inspetor detetive Bland no Piloto de Agatha Christie. Ellis, foi a estrela da série norte-americana Rush, interpretando um médico de Hollywood.
Em fevereiro de 2015 foi anunciado que Ellis interpretaria Lucifer Morningstar na série produzida pela Fox, Lucifer, com base no quadrinho de mesmo nome, que estreou em 25 de janeiro de 2016.

## Vida pessoal
Em 2005, Estelle Morgan, ex-namorada, deu à luz a primeira filha, Nora. Ellis foi casado com a atriz Tamzin Outhwaite  de 2006 a 2014. Em 25 de junho de 2008, ela deu à luz sua primeira filha, Florença Elsie. Em 20 de Dezembro de 2008, a dupla apareceu na ITV gameshow All Star Mr & Mrs Especial de Natal . Sua segunda filha, Marnie Mae, nasceu em 2 de agosto de 2012. Em 29 de agosto de 2013, um porta-voz do casal afirmou que eles haviam se separado, e no mês seguinte Outhwaite pediu o divórcio.
Ellis está casado de 1 junho de 2019 com produtora de televisão Meaghan Oppenheimer

## Filmografia
| Ano       | Título                                       | Personagem                      | Nota                                                                              |
| --------- | -------------------------------------------- | ------------------------------- | --------------------------------------------------------------------------------- |
| 2000      | Kiss Me K                                    | Nil                             |                                                                                   |
| 2001      | The Life and Adventures of Nicholas Nickleby | John Browdie                    |                                                                                   |
| 2001      | Nice Guy Eddie                               | Frank Bennett                   |                                                                                   |
| 2001      | High Heels and Low Lifes                     | Oficial Uniformizado            |                                                                                   |
| 2001      | Guerreiros Buffalo                           | Squash                          |                                                                                   |
| 2001      | João e o Pé de Feijão                        | Menino Grande 1                 |                                                                                   |
| 2002      | Nice Guy Eddie                               | Frank Bennett                   |                                                                                   |
| 2002      | Wild West                                    | Instrutor de Bungee Jump        |                                                                                   |
| 2002      | Linda Gre                                    | pedro                           |                                                                                   |
| 2003      | Spine Chillers                               | Alex                            |                                                                                   |
| 2003      | Pollyanna                                    | Tim                             |                                                                                   |
| 2003      | Holby City                                   | David Jones                     |                                                                                   |
| 2003      | I'll Be There                                | Ivor                            |                                                                                   |
| 2004      | Messiah: The Promise                         | Dr. Philip Ryder                |                                                                                   |
| 2004      | O segredo de Vera Drake                      | Policial Constable              |                                                                                   |
| 2005      | Down to Earth                                | Paul Scott                      |                                                                                   |
| 2005      | Twisted Tales                                | Alex                            |                                                                                   |
| 2005      | Doctors                                      | Ricky Adams                     |                                                                                   |
| 2005      | Midsomer Murders                             | Lee Smeeton                     |                                                                                   |
| 2005      | Love Soup                                    | Mike                            |                                                                                   |
| 2005      | ShakespeaRe-Told                             | Claudio                         |                                                                                   |
| 2005      | Amor Sob Medida                              | Cavalariço                      |                                                                                   |
| 2005–2006 | No Angels                                    | Justyn                          |                                                                                   |
| 2006      | EastEnders                                   | Dr. Oliver                      |                                                                                   |
| 2006      | Calon Gaeth                                  | Edward                          |                                                                                   |
| 2006      | Pulling                                      | Sam                             |                                                                                   |
| 2006–2007 | Suburban Shootout                            | P.C. Haines                     |                                                                                   |
| 2006–2009 | The Catherine Tate Show                      | Sam Speed / Det. Sgt. Sam Speed |                                                                                   |
| 2007      | Casualty                                     | Joe Kelsall                     |                                                                                   |
| 2007      | Doctor Who                                   | Thomas Milligan                 |                                                                                   |
| 2007      | Would Like to Meet                           | Encanador                       |                                                                                   |
| 2008      | Trial & Retribution                          | Nick Fisher                     |                                                                                   |
| 2008      | Procura-se um Marido                         | Zak                             |                                                                                   |
| 2008      | The Passion                                  | Apóstolo Philip                 |                                                                                   |
| 2008      | Harley Street                                | Dr Ross Jarvis                  |                                                                                   |
| 2009      | Masterwork                                   | Harry Babbs                     |                                                                                   |
| 2009      | Monday Monday                                | Steven                          |                                                                                   |
| 2009–2015 | Miranda                                      | Gary Preston                    |                                                                                   |
| 2010      | Dappers                                      | Marco                           |                                                                                   |
| 2010      | As Aventuras de Merlin                       | Cenred                          |                                                                                   |
| 2010      | Accused                                      | Neil McGray                     |                                                                                   |
| 2011      | Sugartown                                    | Max                             |                                                                                   |
| 2011      | The Fades                                    | Mark                            |                                                                                   |
| 2012      | The Preston Passion                          | Pilate                          |                                                                                   |
| 2012      | Silent Witness                               | Padre Jacobs                    |                                                                                   |
| 2012      | Playhouse Presents                           | Bill                            |                                                                                   |
| 2012      | Gates                                        | Mark                            |                                                                                   |
| 2012      | Once Upon a Time                             | Robin Hood                      | Episódio: "Lacey" na segunda temporada, sendo substituído depois por Sean Maguire |
| 2013      | Gothica                                      | Victor Frankenstein             |                                                                                   |
| 2013      | Agatha Christie's Poirot                     | Detetive Inspetor Bland         |                                                                                   |
| 2013      | Walking Stories                              | Jarrod                          |                                                                                   |
| 2014      | Under Milk Wood                              | Mr. Ogmore                      |                                                                                   |
| 2014      | Rush                                         | William P. Rush                 |                                                                                   |
| 2014      | The Place We Go to Hide                      | Quentin                         |                                                                                   |
| 2015      | The Strain                                   | Rob Bradley                     |                                                                                   |
| 2016–     | Lucifer                                      | Lucifer Morningstar             |                                                                                   |
| 2018      | Family Guy                                   | Oscar Wilde (voz)               |                                                                                   |
| 2018      | Queen America                                | Andy                            |                                                                                   |
| 2019      | Isn't It Romantic                            | Dr. Todd                        |                                                                                   |
| 2019      | The Flash                                    | Lucifer Morningstar             | Episódio: "Crise nas Infinitas Terras: Parte 3"                                   |